# Radiant (manga)
Radiant är en fransk manga skapad av Tony Valente som översatts internationellt och blivit anime i Japan. Det är den första franska serien i mangastil som getts ut i Japan. Radiant är en action/äventyrs-serie, med tydliga influenser från de shonen-titlar Valente läste som yngre. Han nämner som förebild framförallt One Piece, men även Naruto och Dragon Ball.

## Utgivning och mottagande
I Frankrike har det 2024 utkommit 19 volymer av Radiant samt konstboken The Art of Radiant. 2024 startade en spinoff kallad Radiant Cyfandir Chronicles, skriven av Valente och illustrerad av Kuren Nao.
Radiant har översatts till ett flertal språk, exempelvis engelska, tyska och italienska. Den svenska utgivningen startade 2022 på serieförlaget Cobolt, med översättning av Simon Hammar. 2025 har 12 böcker släppts på svenska.
Framgångarna i Japan beror delvis på stöd från mangaskaparen Yusuke Murata (One-Punch Man, Eyeshield 21). Han tyckte mycket om serien och skrev bland annat en puff på obin, ett pappersband som omger omslaget på japanska manga.
Radiant har fått positiv uppmärksamhet av kritiker. 2016 vann serien Daruma-priset för "Bästa internationella manga" på den frankspråkiga mässan Japan Expo. 2019 nominerades den engelskspråkiga utgåvan i kategorin "Bästa europeiska serie" till Harveypriset, USA:s äldsta seriepris, men vann inte.
Mangaskaparen Hiro Mashima (Fairy Tail) sade i en intervju att serien vid första ögonblicket ser ut som en japansk manga, men att de franska influenserna avslöjas, så att slutprodukten blir en "öst-västligt korsning".
Animens regissörer Daiki Fukuoka och Seiji Kishi menar sig också att se starka franska influenser. De lyfter särskilt fram att seriens teman om utstötthet och migration är ovanligt i japansk shonen-manga.

## Handling
Huvudpersonen Seth lever i en värld där monster kallade Nemesis faller från himlen och ställer till stor föredelse. Seth vill bli en trollkarl, de enda som kan bekämpa monster, trots att de med magiska krafter ses illa av den övriga befolkningen. Men mer än att bara hålla monster stångna, drömmer Seth om att hitta deras ursprung och stoppa dem för alltid. Hans lärare, häxan Alma, märker att han har stora magiska krafter men svårighet att hantera dem och skickar därför Seth till magiskolan Artemisinstitutet. Här blir Seth kompis med flickan Mélie som okontrollerat byter personlighet och därför inte har några vänner. Men han luras också in i stora skulder för att få tillträde till skolan och råkar snart i konflikt med överheten.
Handlingen har beskrivits som en klassisk hjälteresa, med Seth en för shonen-manga klassisk optimistisk, lite enfaldig, men väldigt målmedveten huvudperson.

## Anime
Animen gjordes av studio Lerche (Toilet-Bound Hanako-kun, Given) för NHK, ett japanskt public service bolag. Den började sändas 2018 och förnyades med en andra säsong som sändes under 2010. Varje säsong består av 21 avsnitt.
Regissören Seiji Kishi och manusförfattaren Makoto Uezu hade tidigare samarbetat på Danganronpa animen, även den producerad av Lerche. Karaktärsdesign gjordes av Nozomi Kawano, som tidigare arbetat med Assassination Classroom och High Card. För den andra säsongen av Radiant, var hon också animationschef.
Seths japanska röstskådespelare är Yurimi Hanamori. De andra två huvudpersonerna, hans vänner Mélie och Doc, spelas av Aoi Yūki och Shintarō Ōhata.